# Сарјанка
Сарјанка (лет. Sarjanka, Sārija; блр. Сар'янка; рус. Сар'янка) летонско-белоруска је река и десна је притока реке Западне Двине (део басена Балтичког мора).
Извире на југу Летоније као отока језера Бижас, а улива се у Западну Двину у Горњодвинском рејону Витепске области у Белорусији. Укупна дужина водотока је 87 km, од чега 7 km представља уједно и међудржавну границу између две земље. Укупна површина сливног подручја је 1.047 km², од чега је око 800 km² на територији Летоније. Просечан проток на годишњем нивоу у зони ушћа је око 7,4 m³/s, док је просечан пад око 0,9 метара по километру тока.
Наплавна долина уз речно корито пружа се у ширини од 150 до 200 метара дуж обе обале и готово увек је под водом за време високог водостаја. Ширина речног корита креће се од 5 до 10 метара у горњем, до 15 до 25 метара у доњем делу тока. Око 15 km корита је вештачки регулисано на територији Летоније.